# Adelschlag
Adelschlag (bairisch Olschlou) ist eine Gemeinde im oberbayerischen Landkreis Eichstätt. Die Gemeinde ist Mitglied der Verwaltungsgemeinschaft Nassenfels.

## Geografie
Adelschlag liegt in der Planungsregion Ingolstadt südlich des Altmühltales auf der Hochfläche der südlichen Frankenalb im Naturpark Altmühltal.
Die Fläche betrug am Stichtag 1. Januar 1999 51,98 km².
Die Gemeinde hat 13 Gemeindeteile (in Klammern ist der Siedlungstyp angegeben):
- Adelschlag (Kirchdorf)
- Fasanerie (Einöde)
- Möckenlohe (Pfarrdorf)
- Moritzbrunn (Einöde)
- Ochsenfeld (Pfarrdorf)
- Pietenfeld (Pfarrdorf)
- Prielhof (Einöde)
- Tempelhof (Einöde)
- Untermöckenlohe (Einöde)
- Waldhütte (Einöde)
- Weißenkirchen (Dorf)
- Wittenfeld (Einöde)
- Ziegelhütte (Dorf)

Es gibt die Gemarkungen Adelschlag, Möckenlohe, Ochsenfeld und Pietenfeld.
Prielhof wurde 1186 als „Brule“ (nach ahd. bruil = Sumpfwiese) erstmals urkundlich erwähnt.

## Geschichte

### Bis zum 19. Jahrhundert

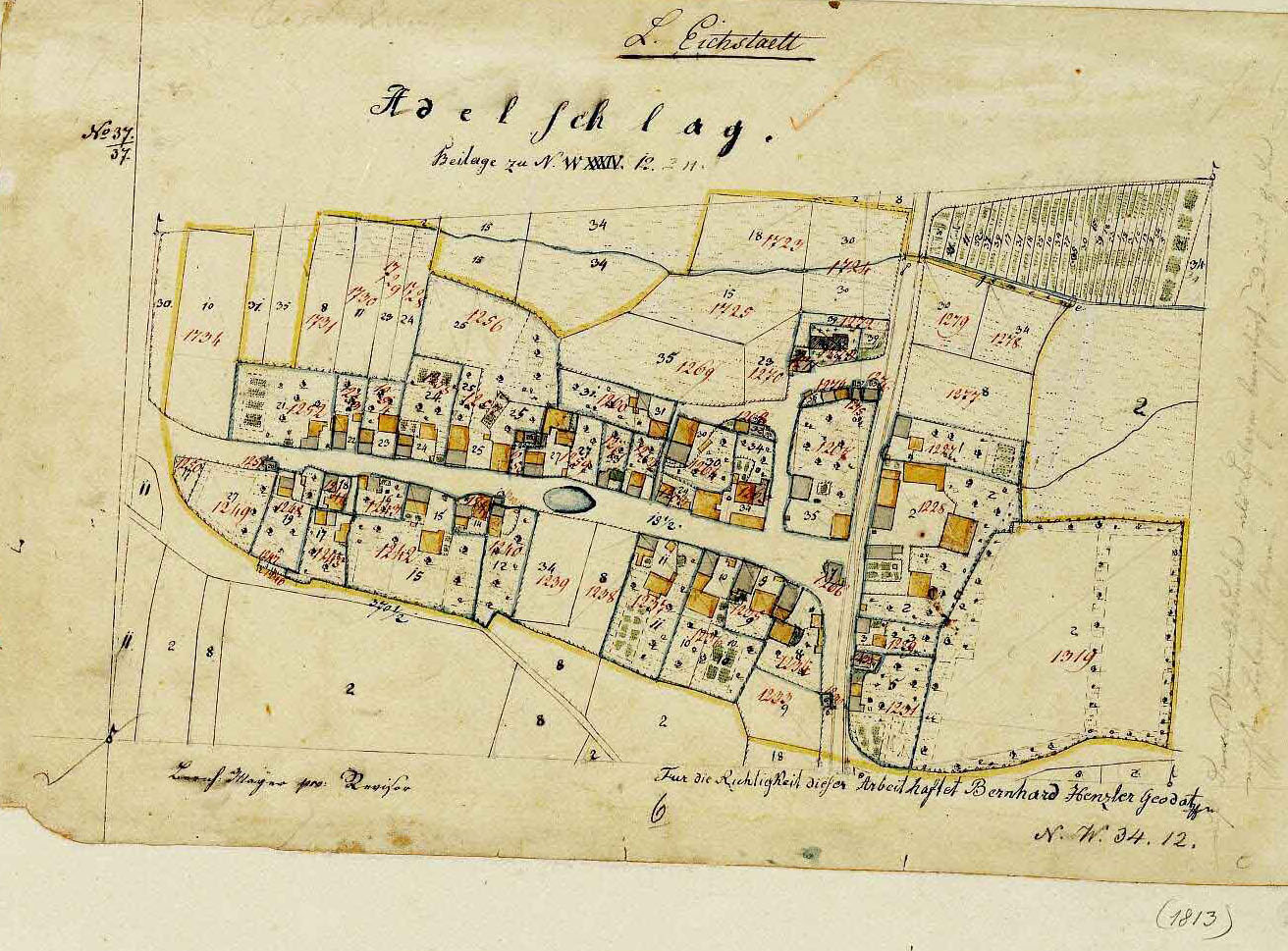
Ortsplan Adelschlag von 1813

Im Jahre 893 erfolgte die erste urkundliche Erwähnung des Ortes unter dem Namen Adeloltesloh in der „Vita S. Walburgis“ des Eichstätter Domklerikers Wolfhard von Herrieden. Der Name ist zusammengesetzt aus dem althochdeutschen lōh für Hain und dem Personennamen Adelolt. Im 12. Jahrhundert erfolgten Erwähnungen als Adelesloch und Adalsloch, im 14. Jahrhundert als Adelsloh. Seit 1544 überwiegt die Bezeichnung Adelschlag. Das Kirchdorf – 1313 war das Patronatsrecht von Fürstbischof Philipp von Rathsamhausen dem Augustinerchorherrenstift Rebdorf übergeben worden – war ein Amt des Hochstiftes Eichstätt, das seit 1500 im Fränkischen Reichskreis lag.
Während der Hexenverfolgung im Hochstift Eichstätt wurden mindestens 14 Frauen und vier Männer aus Pietenfeld, Landershofen, Adelschlag und Möckenlohe wegen Hexerei angeklagt und zum Tode verurteilt. Zwei der Hinrichtungen fanden 1603 statt, 14 in den beiden Jahren 1617 und 1618 sowie 1622 und 1627 jeweils eine.
Im Jahre 1803 wurde Adelschlag zugunsten des Erzherzogs Ferdinand von Toskana säkularisiert. Seit dem Frieden von Pressburg 1805 gehört der Ort zu Bayern bzw. gehörte 1817 bis 1833 zum Fürstentum Eichstätt der Herzöge von Leuchtenberg. Zu dieser Zeit (1821) hatte der Ort Adelschlag 210 Einwohner. Bei der Volkszählung 1861 hatte der Ort Adelschlag 245 Einwohner und 74 Gebäude sowie Wittenfeld 20 Einwohner und 5 Gebäude.

### Eingemeindungen
Mit der Gebietsreform erfolgte am 1. April 1971 die Zusammenlegung von Adelschlag, Möckenlohe und Ochsenfeld zur Einheitsgemeinde mit Gemeindesitz in Adelschlag. Pietenfeld kam am 1. Mai 1978 hinzu.

### Einwohnerentwicklung
Zwischen 1988 und 2018 wuchs die Gemeinde von 2340 auf 3006 um 666 Einwohner bzw. um 28,5 %.
Ort Adelschlag und Gemeinde bis 1970
| Jahr                          | 1800 | 1821 | 1840 | 1861 | 1885 | 1900 | 1925 | 1950 | 1961 | 1970 | 1987 | 2006 | 2015 |
| Einwohner Gemeinde Adelschlag |      |      | 256  | 265  | 338  | 337  | 426  | 599  | 516  | 503  |      |      |      |
| Einwohner Ort Adelschlag      | 200  | 210  |      | 245  | 324  | 317  | 395  | 567  | 509  | 494  | 508  | 630  | 660  |

Gebiet der heutigen Gemeinde Adelschlag
| Jahr      | 1961 | 1970 | 1987 | 1991 | 1995 | 2000 | 2005 | 2010 | 2015 | 2020 |
| Einwohner | 2010 | 2051 | 2280 | 2460 | 2553 | 2604 | 2752 | 2784 | 2948 | 3051 |

Einwohneraufteilung (Stand 30. November 2020):
|            | Einwohner |
| ---------- | --------- |
| Adelschlag | 679       |
| Möckenlohe | 654       |
| Ochsenfeld | 748       |
| Pietenfeld | 970       |

## Politik

### Gemeinderat
Der Gemeinderat besteht aus dem Ersten Bürgermeister und 14 Mitgliedern. Folgendes Ergebnis ergaben die Gemeinderatswahlen in 2020:
| Parteien und Wählergemeinschaften | % 2020 | Sitze 2020 |
| --------------------------------- | ------ | ---------- |
| CSU                               | 56,1   | 8          |
| Freie Wähler                      | 24,0   | 3          |
| SPD                               | 19,9   | 3          |
| Gesamt                            | 100,0  | 14         |
| Wahlbeteiligung in %              | 73,7   | 73,7       |

### Bürgermeister
Erster Bürgermeister ist seit dem 1. Mai 2014 Andreas Birzer (CSU). Dieser wurde am 15. März 2020 bei einem Mitbewerber mit 80,42 % der Stimmen im Amt bestätigt.

### Wappen
|                         | Blasonierung: „In Gold ein durchgehendes, eingebogenes rotes Tatzenkreuz, beseitet von vier roten Blüten, belegt mit einem roten Schild, darin die silberne Krümme eines Bischofsstabes.“ |
| Wappenführung seit 1984 | |

## Bau- und Bodendenkmäler in Adelschlag

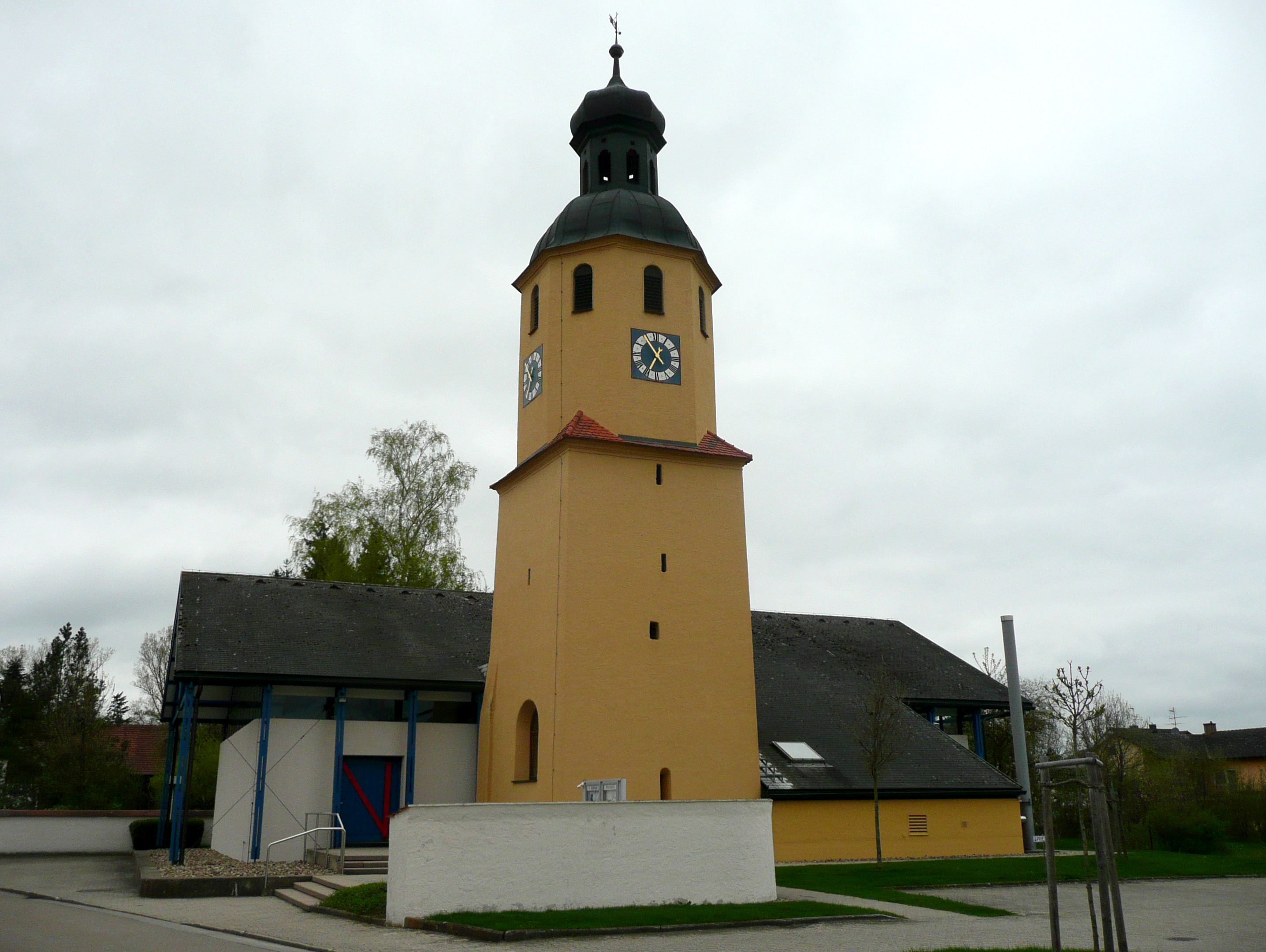
Katholische Filialkirche St. Andreas in Adelschlag; Ansicht von Osten

- Die katholische Filialkirche St. Andreas, im Mittelalter Pfarrkirche, wurde 1707 nach Plänen des Eichstätter Hofbaumeisters Jakob Engel durch dessen Parlier Johann Baptist Camesino unter Wiederverwendung älterer Mauerteile neu erbaut. Die Barockaltäre wurden 1717–1718 errichtet; der Sebastiansaltar stammt vom Eichstätter Bildhauer Christian Handschuher. Der Kirchturm, dessen Untergeschosse aus der Romanik stammen, war mit seiner laternenbekrönten Kuppel mit Schindeln gedeckt. Die Barockkirche wurde unter Beibehaltung des Turmes 1972 abgerissen und im Jahr darauf von dem Architekten Karljosef Schattner neu erbaut. Teile der barocken Ausstattung wurden übernommen, so die Altäre und die Stuckkanzel von Franz Xaver Horneis (Horniß) von 1737. Auch wurde das 1893 gemalte Hauptaltarbild von Joseph Kiener wieder angebracht. Eine Rosenkranzmadonna ist eine Barockschöpfung von 1700.
- Nördlich von Adelschlag wurde ein ehemaliger römischer Gutshof (Villa rustica) gefunden und zum Museum wiederaufgebaut. Im Osten des Dorfes hat sich eine Römerstraße in Resten erhalten.

## Wirtschaft und Infrastruktur

### Wirtschaft einschließlich Land- und Forstwirtschaft
Die Gemeindesteuereinnahmen betrugen im Jahr 2021 umgerechnet 2.932.000 €, davon betrugen die Gewerbesteuereinnahmen (netto) umgerechnet 220.000 €.
Es gab im Jahr 2021 nach der amtlichen Statistik im produzierenden Gewerbe 87 und im Bereich Handel und Verkehr 9 sozialversicherungspflichtig Beschäftigte am Arbeitsort. In sonstigen Wirtschaftsbereichen waren 102 Personen am Arbeitsort beschäftigt, wobei die Arbeitslosenquote bei 23 % lag. Beschäftigte am Wohnort gab es insgesamt 1328. Im verarbeitenden Gewerbe gab es keine, im Bauhauptgewerbe zwei Betriebe. Zudem bestanden im Jahr 2020 51 landwirtschaftliche Betriebe mit einer landwirtschaftlich genutzten Fläche von 2187 ha. Davon waren 1955 ha Ackerfläche und 232 ha Dauergrünfläche.

### Bildung
2022 gab es folgende Einrichtungen:
- 3 Kindertagesstätten: 189 Betreuungsplätze, 159 betreute Kinder
- 1 Volksschule: 8 Lehrkräfte, 149 Schülerinnen und Schüler

## Sonstiges
- 1880 gründete sich in Adelschlag eine Freiwillige Feuerwehr.
- Der größte Verein der Gemeinde ist die DJK Pietenfeld-Adelschlag, der über 600 Mitglieder zählt und über Tischtennis, Fußball, Gymnastik, Kinderturnen und Badminton verfügt.
- Die Gemeinde ist von einem weiten Netz von Radwegen überzogen.
- Im Gemeindeteil Möckenlohe ist in Verbindung mit einem römischen Haustierpark eine wiederaufgebaute römische Villa, genannt „Villa rustica“, zu besichtigen.
- Archenbrunn ist ein abgegangener Ort im Gemeindebereich.

## Söhne und Töchter der Gemeinde
- Karl Göbel (1900–1945), Offizier, zuletzt Generalmajor
- Maria Imma Mack (1924–2006), Ordensschwester